# Triangle de Fuhrmann

Le triangle de Fuhrmann (en rouge) :.
Milieux des arcs :

Le triangle de Fuhrmann (rouge) : est semblable au triangle formé par les milieux des arcs associés aux côtés :

Le triangle de Fuhrmann, étudié par Wilhelm Fuhrmann (1833 - 1904), est un triangle spécial de la géométrie moderne du triangle.
Dans un triangle donné {\displaystyle ABC} on désigne par {\displaystyle M_{a},M_{b},M_{c}} les milieux des arcs du cercle circonscrit joignant deux sommets du triangle. Les images {\displaystyle M_{a}^{\prime },M_{b}^{\prime },M_{c}^{\prime }} de ces points médians par les réflexions d'axes les côtés correspondants du triangle forment le triangle de Fuhrmann associé à {\displaystyle ABC} ,.  Le triangle de Furhmann est semblable au triangle formé par les points milieux des arcs, c'est-à-dire {\displaystyle M_{c}^{\prime }M_{b}^{\prime }M_{a}^{\prime }\sim M_{a}M_{b}M_{c}}.
Le cercle circonscrit au triangle de Fuhrmann est dit cercle de Fuhrmann.  
L'aire du triangle de Fuhrmann s'obtient par la formule: 
{\displaystyle |{\text{aire}}(M_{c}^{\prime }M_{b}^{\prime }M_{a}^{\prime })|={\frac {(a+b+c)|OI|^{2}}{4R}}={\frac {(a+b+c)(R-2r)}{4}}}
Où {\displaystyle O} désigne le centre circonscrit du triangle {\displaystyle ABC}, {\displaystyle R} son rayon, {\displaystyle I} le centre du cercle inscrit et {\displaystyle r} son rayon. Grâce au théorème d'Euler, on a aussi {\displaystyle OI^{2}=R(R-2r)}. Les longueurs {\displaystyle a^{\prime },b^{\prime },c^{\prime }} des côtés du triangle de Fuhrmann sont données par les formules : 
{\displaystyle a^{\prime }={\sqrt {\frac {(-a+b+c)(a+b+c)}{bc}}}|OI|}
{\displaystyle b^{\prime }={\sqrt {\frac {(a-b+c)(a+b+c)}{ac}}}|OI|}
{\displaystyle c^{\prime }={\sqrt {\frac {(a+b-c)(a+b+c)}{ab}}}|OI|}
où {\displaystyle a,b,c} désigne les longueurs des côtés du triangle {\displaystyle ABC}.

## Centres du triangle de Fuhrmann
Plusieurs centres du triangle de Fuhrmann sont liés à ceux du triangle de référence {\displaystyle ABC}: l'orthocentre du triangle de Fuhrmann est le centre du cercle inscrit dans {\displaystyle ABC}, les deux triangles ont le même centre du cercle d'Euler, etc...

Cercle de Fuhrmann.

## Cercle de Fuhrmann

Le triangle et le cercle de Fuhrmann (en rouge),
le point de Nagel et l'orthocentre
On a alors :

Le cercle de Fuhrmann d'un triangle est le cercle circonscrit au triangle de Fuhrmann de ce triangle. Un de ses diamètres est le segment joignant l'orthocentre au point de Nagel du triangle de référence.
Pour un triangle de côtés de longueurs  {\displaystyle a,b,c} et de rayon du cercle circonscrit {\displaystyle R}, le rayon du cercle de Fuhrmann est égal à :
{\displaystyle R{\sqrt {\frac {a^{3}-a^{2}b-ab^{2}+b^{3}-a^{2}c+3abc-b^{2}c-ac^{2}+c^{3}}{abc}}},}
qui vaut aussi la distance entre les centres des cercles circonscrit et inscrit.
Le cercle de Fuhrmann coupe les hauteurs du triangle de référence en deux points, dont l'orthocentre. Les autres points sont tous à une distance {\displaystyle 2r} des sommets du triangle de référence.
Le cercle de Fuhrmann est aussi appelé « cercle des huit points », car il passe par huit points remarquables du triangle, en référence à l'autre nom du cercle d'Euler, le « cercle des neuf points ». Par ailleurs, pour un triangle {\displaystyle ABC} de centre du cercle inscrit {\displaystyle I}, le cercle de Fuhrmann est le cercle circonscrit du triangle formé par les points de Nagel des triangles {\displaystyle ABI,BCI,CAI}.
Le centre du cercle de Fuhrmann a pour nombre de Kimberling X355 et admet comme coordonnées trilinéaires:
{\displaystyle {\begin{aligned}&a\cos A-(b+c)\cos(B-C):b\cos B-(c+a)\cos(C-A):c\cos C-(a+b)\cos(A-B)\\={}&(a-b+c)\cos B+2(b+c)\cos B\cos C:(b-c+a)\cos C+2(c+a)\cos C\cos A:(c-a+b)\cos A+2(a+b)\cos A\cos B\\={}&{\frac {2a(b+c)\sec A+(-a+b+c)(b\sec A+c\sec C)}{a}}:{\frac {2b(c+a)\sec B+(-b+c+a)(c\sec B+a\sec A)}{b}}:{\frac {2c(a+b)\sec C+(-c+a+b)(a\sec C+b\sec B)}{c}}.\end{aligned}}}